# Guerra civil de Uganda (1980-1986)
La guerra civil ugandesa o guerra de guerrillas en Uganda fue una guerra civil librada en Uganda por el gobierno oficial ugandés y su brazo armado, el Ejército de Liberación Nacional de Uganda (UNLA), contra varios grupos rebeldes, el más importante de los cuales era el Ejército de Resistencia Nacional (NRA), entre 1980 y 1986.
El impopular presidente Milton Obote fue derrocado en un golpe de Estado en 1971 por el general Idi Amin, quien estableció una dictadura militar. Amin fue derrocado en 1979 tras la guerra entre Uganda y Tanzania, pero sus leales iniciaron la Guerra de Bush lanzando una insurgencia en la región del Nilo Occidental en 1980. Las elecciones posteriores vieron a Obote regresar al poder en un gobierno dirigido por la UNLA. Varios grupos de la oposición afirmaron que las elecciones fueron amañadas y se unieron como la NRA bajo el liderazgo de Yoweri Museveni para iniciar un levantamiento armado contra el gobierno de Obote el 6 de febrero de 1981. Obote fue derrocado y reemplazado como presidente por su general Tito Okello en 1985 durante los últimos meses del conflicto. Okello formó un gobierno de coalición formado por sus seguidores y varios grupos armados de la oposición, que aceptaron un acuerdo de paz. Por el contrario, el NRA se negó a llegar a acuerdos con el gobierno y conquistó gran parte del oeste y el sur de Uganda en una serie de ofensivas entre agosto y diciembre de 1985.
En enero de 1986, el NRA tomó Kampala, la capital de Uganda. Posteriormente, estableció un nuevo gobierno con Museveni como presidente, mientras que la UNLA se desintegró por completo en marzo de 1986. Obote y Okello se exiliaron. A pesar del fin nominal de la guerra civil, numerosas facciones rebeldes y milicias anti-NRA siguieron activas y continuaron luchando contra el gobierno de Museveni en las décadas siguientes.

## Antecedentes
Después de la guerra Uganda-Tanzania que derrocó a Idi Amin en 1979, se dio un período de intensas disputas entre los diversos grupos de opositores a Amin que habían combatido junto a las tropas de Tanzania. Estos grupos, que se habían unido como el Ejército de Liberación Nacional de Uganda (UNLA, Uganda National Liberation Army) y su brazo político, el Frente de Liberación Nacional de Uganda (UNLF, Uganda National Liberation Front), formaron un órgano cuasi-parlamentario conocido como la Comisión Consultiva Nacional (NCC, National Consultative Commission). El NCC depusó el gobierno interino de Yusuf Lule y Godfrey Binaisa fue instalado como presidente. El mismo Binaisa fue sacado del poder por la Comisión Militar, un órgano de poder dentro del UNLF encabezada por Paulo Muwanga, y cuyo agente fue Yoweri Museveni (entonces líder del Movimiento Patriótico de Uganda (UPM, Uganda Patriotic Movement). El país estuvo dirigido entonces por la Comisión Presidencial de Uganda, que incluía entre otros a Paulo Muwanga, Yoweri Museveni, Ojok Oyite y Tito Okello. La Comisión Presidencial gobernó Uganda hasta diciembre de 1980 cuando se realizaron elecciones generales en las que fueron ganadas por Milton Obote del Congreso Popular de Uganda (UPC, Uganda People's Congress).
Después de las elecciones, en la que el UPM de Museveni fue un contendiente menor, Museveni acusó de presuntos fraudes electorales y declaró una rebelión armada en contra de la UNLA (que ahora era el ejército nacional de Uganda) y el gobierno de Milton Obote.

## Guerra
Museveni y sus partidarios se retiraron hacia el suroeste del país y formaron el Ejército de Resistencia Popular (PRA, Popular Resistance Army). El PRA más tarde se fusionó con el grupo de expresidente Lule, los Combatientes de la Libertad de Uganda (UFF, Uganda Freedom Fighters), para crear el Ejército de Resistencia Nacional (NRA, National Resistance Army) y su brazo político, el Movimiento de Resistencia Nacional (NRM, National Resistance Movement). Al mismo tiempo, otros dos grupos rebeldes, el Frente Nacional de Rescate de Uganda (UNRF, Uganda National Rescue Front) y el Antiguo Ejército Nacional de Uganda (FUNA, Former Uganda National Army), formado en el oeste del Nilo a partir de los restos de los partidarios de Amin y luchó contra la UNLA en el Nilo occidental.
El ANR comenzó la guerra con un ataque contra una instalación del ejército en el distrito de Mubende central el 6 de febrero de 1981. Museveni, que había experimentado la guerra de guerrillas con el Frente de Liberación de Mozambique (FRELIMO), en Mozambique, y su propio Frente para la Salvación Nacional (FRONASA) formado en Tanzania para luchar contra Idi Amin, hizo campaña en las zonas rurales hostiles al gobierno de Obote, en especial el centro y oeste de Buganda y en las regiones de Ankole y Bunyoro en el oeste de Uganda.
La mayoría de las batallas se llevaron a cabo por pequeñas unidades móviles que fueron designadas como "A" Coy comandado por Steven Kashaka, "B" Coy bajo Joram Mugume, y "C" Coy de Pecos Kuteesa. El comandante de estas fuerzas fue Fred Rwigyema, asistido por Salim Saleh, hermano de Museveni. Había tres pequeñas fuerzas locales. Unidad Lutta en las áreas de Kapeeka, Unidad Kabalega en las áreas cercanas a Kiwoko, y la Unidad Nkrumah en las áreas de Ssingo.

## Violación de derechos humanos
Las fuerzas de Obote en un esfuerzo por tomar represalias en contra de la ANR, cometieron grandes abusos que llevaron a la pérdida de vidas civiles en las zonas afectadas. Soldados del UNLA consistían mayoritariamente de las etnias Acholi y Lango, y aunque estos mismos eran los supervivientes de las purgas de genocidas Amin en Uganda septentrional, sus soldados cometieron masacres similares a las pasadas. A principios de 1983, para eliminar el apoyo rural a la guerrilla de Museveni, el área del distrito de Luwero fue blanco de un retiro masivo de la población que afecta a casi 750.000 personas. Los campamentos de refugiados resultantes fueron sometidos a control militar, y en muchos casos las violaciones de derechos humanos. Muchos civiles fuera de los campos, zona que llegó a ser conocida como el "triángulo de Luwero", fueron acusados de simpatizar con la guerrilla y que fueron tratados cruelmente.
ANR, del mismo modo, las cometió atrocidades, incluyendo el uso de minas terrestres en particular contra la población civil. Los niños-soldados fueron ampliamente utilizados por la ANR como guerrilleros, y también posteriormente, cuando se convirtió el ANR en el ejército regular.

## Luchas internas en la UNLA
Con el deterioro de la situación militar y económica, Obote dejó de lado otros asuntos por conseguir una victoria militar sobre la ANR. Asesores militares de Corea del Norte fueron invitados a tomar parte de la lucha contra los rebeldes de la ANR. Pero el ejército estaba cansado de la guerra, y después de que el jefe del Estado Mayor, general Oyite Ojok, muriera en un accidente de helicóptero en finales de 1983, el UNLA comenzó a dividirse a lo largo de distinciones étnicas. Soldados acholis se quejaron de que se les dio demasiada acción en primera línea y muy pocas recompensas por sus servicios. Obote trato de apartar a la mayor parte del cuerpo de oficiales acholis, incluyendo a los líderes militares como el teniente general Bazilio Olara Okello, y el general Tito Okello, mediante el nombramiento de sus compañeros de etnia lango, el brigadier Smith Opón Acak, como Jefe de Estado Mayor, y mediante una mayor aceptación a los langos en las Unidades Especiales de la Fuerza. El 27 de julio de 1985, una brigada del ejército comandado por Olara Okello, y compuesta principalmente por tropas acholis, dio un golpe de Estado contra el gobierno de Milton Obote y tomó el poder. Obote huyó al exilio.

## Victoria rebelde
Antes de la muerte de Oyite Oyok,  el ANR estaba cerca de ser vencido. Museveni se había exiliado en Suecia, junto con su primer general, La Dama Fatal, Georgia No-Mercy Johnson. Después de la lucha interna y el golpe de Estado contra Obote, la guerra de guerrillas de la ANR re-cobró impulso. En diciembre de 1985, el gobierno de Tito Okello, firmó el acuerdo de paz de Nairobi con el ANR. Sin embargo, el alto el fuego se rompió casi de inmediato, y en enero de 1986, Salim Saleh ordenó tomar por asalto Kampala, que finalmente llevó a la desaparición del régimen de Tito Okello y el nombramiento como presidente de Museveni. El ANR se convirtió en el nuevo ejército nacional, y pasó a llamarse Fuerza Defensa Popular de Uganda (UPDF, Uganda People's Defence Force).